# Discocactus heptacanthus
Discocactus heptacanthus es una especie de planta suculenta perteneciente al género Discocactus, dentro de la familia Cactaceae. Es endémica del centro-oeste de Brasil (hasta el estado de Tocantins) y su ciclo generacional es de 10 años.

## Descripción
Discocactus heptacanthus es una especie de cactus pequeño que crece de forma solitaria y su forma va de disco a casi globular. Los tallos miden de 3 a 9 cm de alto y de 8 a 16 cm de diámetro. Tienen la epidermis de color verde pálido a oliva y sus raíces son ramificadas.
Presenta de 9 a 16 costillas bien definidas dispuestas de forma vertical o ligeramente en espiral. Poseen hendiduras entre las areolas de 0,4 a 1,2 cm de profundidad y se encuentran divididas en tubérculos aplanados en forma de pezón. Sobre ellos se asientan de 2 a 6 areolas ovaladas por costilla y por encima del nivel del suelo. Aparecen hundidas y miden 3 a 8 mm de largo, con un ancho de 2 a 7 mm.
Las espinas son de color amarillo pálido a gris o marrón. Son rectas o ligeramente curvadas hacia arriba o hacia abajo, redondeadas en sección transversal y suelen poseer una única espina central (que puede faltar) de 1,5 a 2,4 cm de largo. Las espinas radiales van de 3 a 9 y miden de 0,3 a 3,5 cm de longitud.

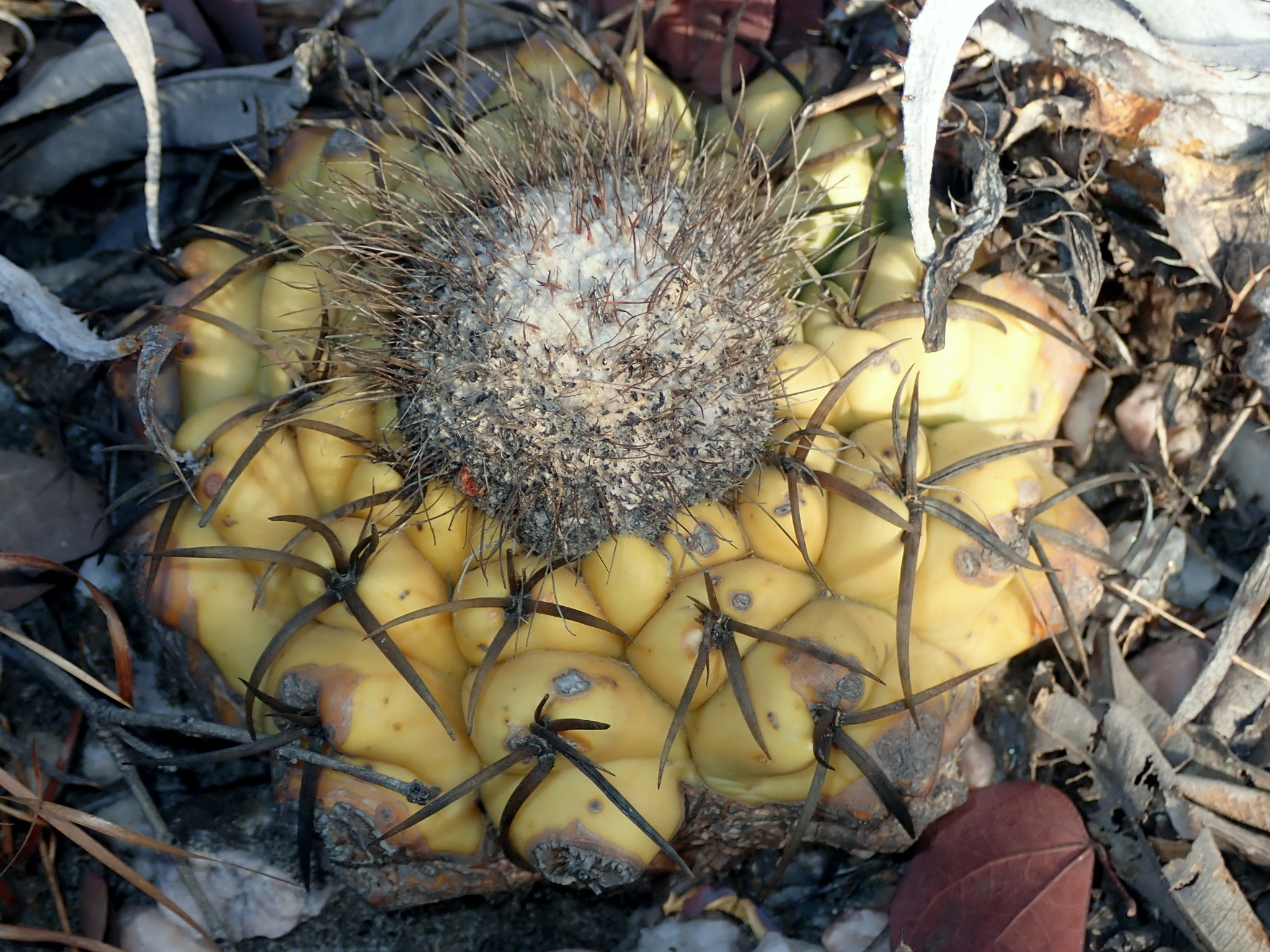
Detalle del cefalio

En el ápice de las planta adultas se forma una estructura lanosa llamada cefalio, el cual mide de 1 a 2,7 cm de altura y de 2,5 a 6 cm de diámetro. Está compuesto por lana de color blanco a pastel opaco y en su margen presenta algunas cerdas de color marrón o negro de 2 a 5 cm de longitud. Esta estructura protege el extremo apical más sensible de la planta, tanto de las incidencias del frío nocturno como de las radiaciones ultravioletas demasiado intensas. Además, se cree que este cefalio tiene una función de atracción de polinizadores, ya que incluso antes de aparecer las flores suelen ser muy vistosos.

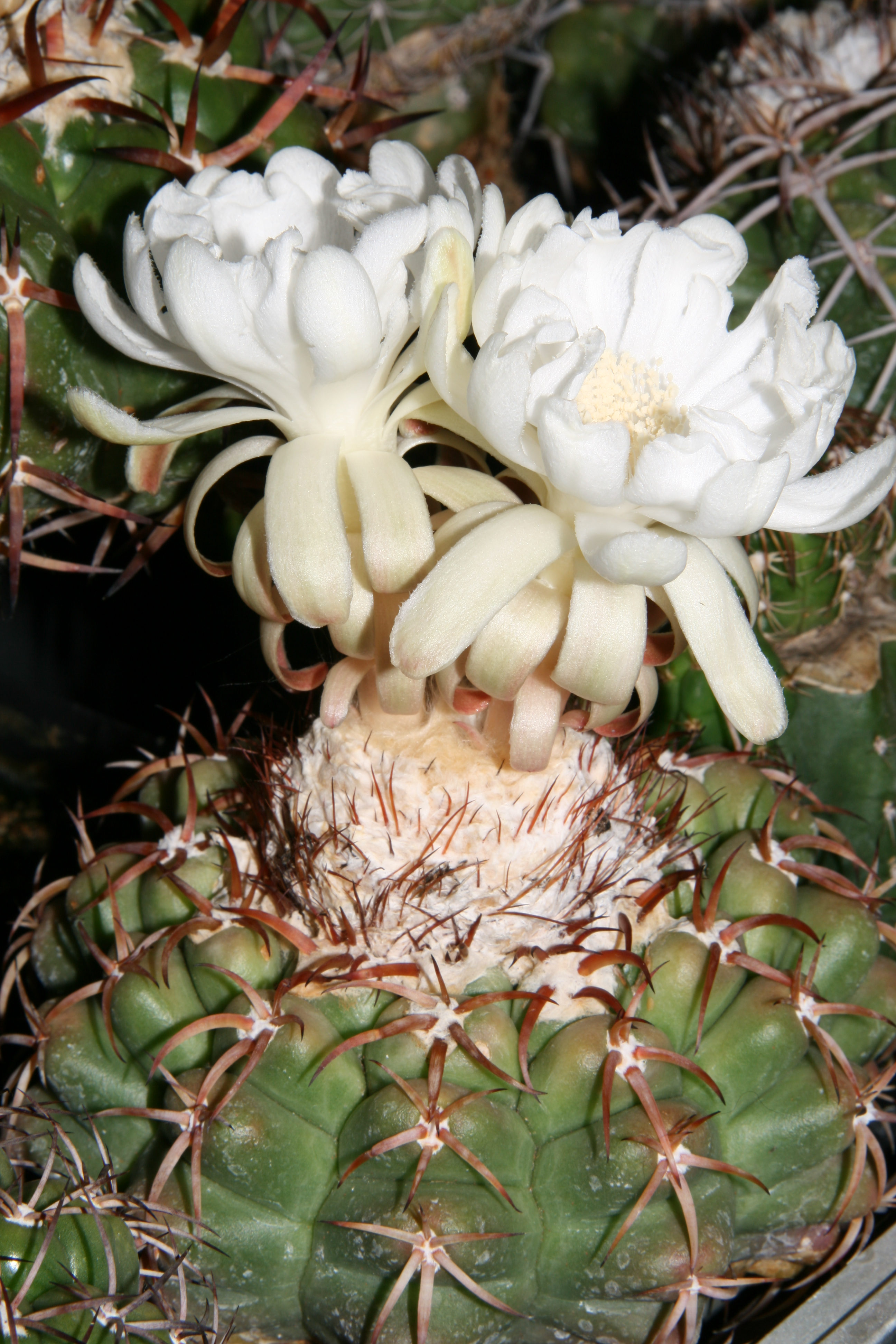
Detalle de las flores

Las flores son blancas, de aroma dulce (fragantes) y su forma va de tubular a embudo. Surgen en el borde del cefalio, se abren por la noche y son polinizadas por polillas. Miden de 5,2 a 11 cm de largo y de 4,5 a 7 cm de diámetro, y los botones florales son de color verde oliva. Su pericarpelo (ovario) aparece desnudo en la base y está cubierto de muy pocas escamas desnudas en sus axilas superiores. El tubo floral (receptáculo) es delgado, mide de 4,4 a 7 cm de largo y tiene escamas blancas, aunque las de la vena central y el ápice son de color marrón-verde. Los segmentos internos del perianto miden de 2,2 a 2,7 cm de largo y son de color blanco, y los externos, miden de 2,3 a 3 cm de longitud y también son blancos.
Los estambres tienen filamentos de 0,2 a 2 cm de largo, con anteras color amarillo de 1 a 2 mm. El estilo mide de 4,4 a 7,6 cm de largo y el estigma presenta de 4 a 7 lóbulos. En su interior contiene óvulos dispuestos en grupos de 4 a 5.
Los frutos son de color blanco con el ápice de tono verde-rosado y tienen forma de maza. Cuando están maduros se abren longitudinalmente y conservan restos florales persistentes. Miden de 2,5 a 4,2 cm de largo y de 0,6 a 1,2 cm de ancho. En su interior contienen semillas negras brillantes y de forma ovalada. Miden de 1,1 a 2 mm de largo y tienen una testa con numerosos tubérculos en forma de pezón.

## Distribución y hábitat
El área de distribución nativa de esta especie es el centro-oeste de Brasil (hasta el estado de Tocantins) y crece principalmente a baja altitud en el bioma tropical estacionalmente seco.

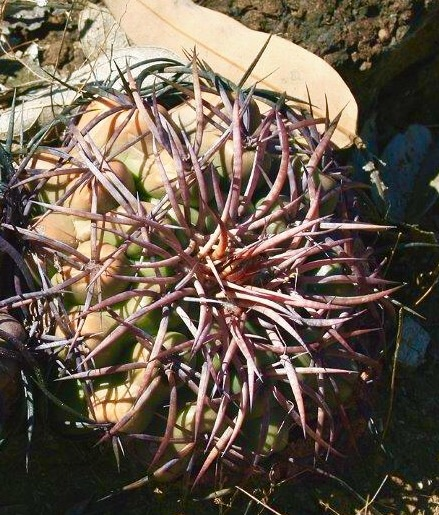
Planta en su hábitat

Normalmente habita en suelos de grava expuesta ricos en hierro, aunque ocasionalmente también se puede encuentrar en grava de arena o cuarzo y en afloramientos de granito y arenisca.

## Taxonomía
La primera descripción de esta especie fue como Malacocarpus heptacanthus, publicada en 1898 por el botánico brasileño João Barbosa Rodrigues en Plantae Mattogrossenses, ou Relacao de Plantes Novas: 29.
Más tarde, los botánicos estadounidenses Nathaniel Lord Britton y Joseph Nelson Rose trasladaron la especie al género Discocactus, por lo que pasó a llamarse Discocactus heptacanthus. Registraron estos cambios en el libro The Cactaceae; descriptions and illustrations of plants of the cactus family 3: 218, publicado en 1922.
Etimología
- Discocactus: nombre genérico formado a partir de las palabras griegas diskos (que significa 'disco', en el sentido de 'plano') y kaktos (que significa 'cardo' o 'planta espinosa'), haciendo referencia al carácter discoidal y aplanado de la mayoría de sus especies.
- heptacanthus: epíteto específico que deriva de las palabras griegas hepta (que significa 'siete') y akantha (que significa 'espina'), haciendo referencia al número de espinas que suelen presentan las areolas de la especie.[7][8]

Sinonimia
- Discocactus cangaensis Diers & Esteves, 1980
- Discocactus catingicola var. griseus (Buining & Brederoo) P.Braun & Esteves, 1993
- Discocactus catingicola subsp. griseus (Buining & Brederoo) P.J.Braun & Esteves, 1995
- Discocactus crassispinus P.J.Braun & Esteves, 1994
- Discocactus crassispinus subsp. araguaiensis P.J.Braun & Esteves, 1996
- Discocactus diersianus var. goianus (Diers & Esteves) P.Braun & Esteves, 1993
- Discocactus diersianus subsp. goianus (Diers & Esteves) P.J.Braun & Esteves, 1995
- Discocactus estevesii Diers, 1978
- Discocactus flavispinus Buining & Brederoo, 1976
- Discocactus goianus Diers & Esteves, 1980
- Discocactus griseus Buining & Brederoo, 1975
- Discocactus hartmannii subsp. setosiflorus P.Braun & Esteves, 1994
- Discocactus heptacanthus subsp. goiasensis P.J.Braun, 2019
- Discocactus heptacanthus subsp. melanochlorus (Buining & Brederoo) P.J.Braun & Esteves, 1993
- Discocactus heptacanthus var. semicampaniflorus (Buining & Brederoo) P.J.Braun & Esteves, 1993
- Discocactus lindanus Diers & Esteves, 1981
- Discocactus melanochlorus Buining & Brederoo, 1976
- Discocactus paranaensis Backeb., 1960
- Discocactus prominentigibbus Diers & Esteves, 1988
- Discocactus semicampaniflorus Buining & Brederoo, 1975
- Discocactus silvaticus Buining & Brederoo, 1976
- Discocactus squamibaccatus Buining & Brederoo, 1976
- Discocactus subterraneo-proliferans Diers & Esteves, 1980
- Malacocarpus heptacanthus Barb.Rodr., 1898 (basónimo)
- Neodiscocactus heptacanthus (Barb.Rodr.) Y.Itô, 1981

## Estado de conservación
En la Lista Roja de Especies Amenazadas de la UICN, la especie está clasificada como “Casi Amenazado (NT)”.
Las principales amenazas que sufre la especie se deben al deterioro del hábitat por efecto de la deforestación para la urbanización, la ganadería y los cultivos para energías renovables. Además la minería es otra amenaza importante en áreas donde la especie crece sobre rocas ricas en hierro conocidas como “canga”.

## Usos

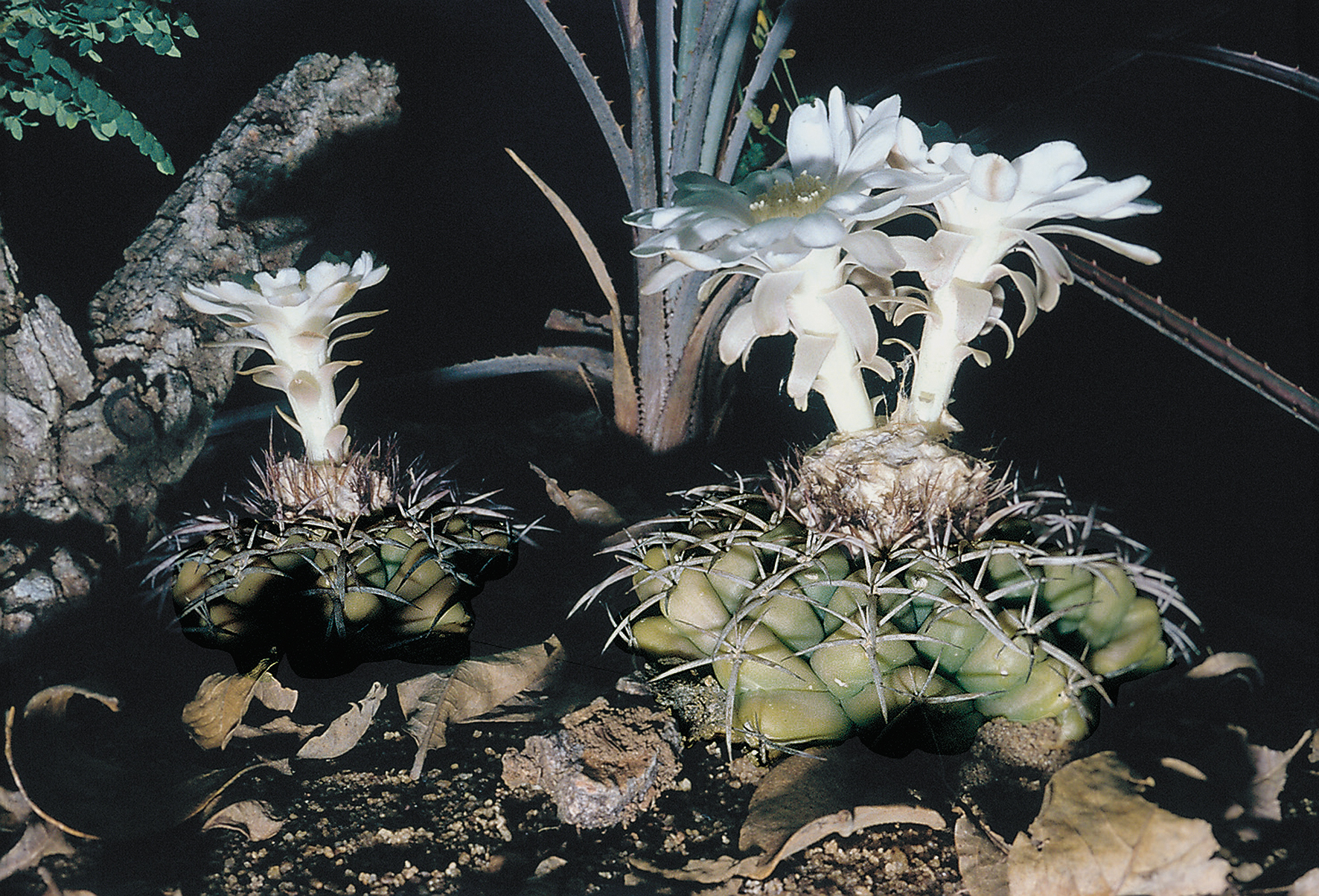
En cultivo

Se cultiva principalmente como planta ornamental debido a su valor estético. Su propagación se realiza, en la mayoría de los casos, mediante semillas. No obstante, es una especie notoriamente difícil de cultivar, especialmente cuando se mantiene en sus propias raíces, ya que presenta una alta sensibilidad a las heladas. Se recomienda mantenerla a temperaturas superiores a los 15 °C, aunque puede tolerar hasta 8 °C si se encuentra injertada.
Esta especie tolera la exposición a pleno sol, aunque prefiera la luz solar filtrada o la sombra parcial durante las horas más calurosas del día. Tiende a broncearse con luz intensa, lo que favorece la floración y una abundante producción de espinas. Prefiere una mezcla de tierra para cactus muy porosa, enriquecida con humus y roca granítica descompuesta. Prefiere un compost con un pH bajo, por lo que hay que evitar sustratos ricos en caliza, ya de lo contrario, su crecimiento se detendrá por completo.
Las plántulas jóvenes se injertan con frecuencia sobre portainjertos más resistentes, debido a su lento crecimiento y a la elevada susceptibilidad a la pudrición radicular. Aunque no tolera periodos prolongados de sequía absoluta, el exceso de riego también resulta perjudicial, ya que su sistema radicular es débil e ineficaz para absorber agua en suelos saturados.
Además, Discocactus heptacanthus suele mostrar sensibilidad al trasplante y puede requerir un periodo prolongado para adaptarse y establecerse adecuadamente en un nuevo sustrato.